# 梅莱勒格勒内
梅莱勒格勒内（法語：Meslay-le-Grenet，法語發音：[mɛlɛ lə ɡʁənɛ]）是法国厄尔-卢瓦省的一个市镇，属于沙特尔区。

## 地理
梅莱勒格勒内（48°22'3"N, 1°22'57"E）面积8.94 平方千米，位于法国中央-卢瓦尔河谷大区厄尔-卢瓦省，该省份为法国北部内陆省份，北起顺时针与厄尔省、伊夫林省、埃松省、卢瓦雷省、卢瓦-谢尔省、萨尔特省和奧恩省接壤。
与梅莱勒格勒内接壤的市镇（或旧市镇、城区）包括：厄尔河畔诺让。

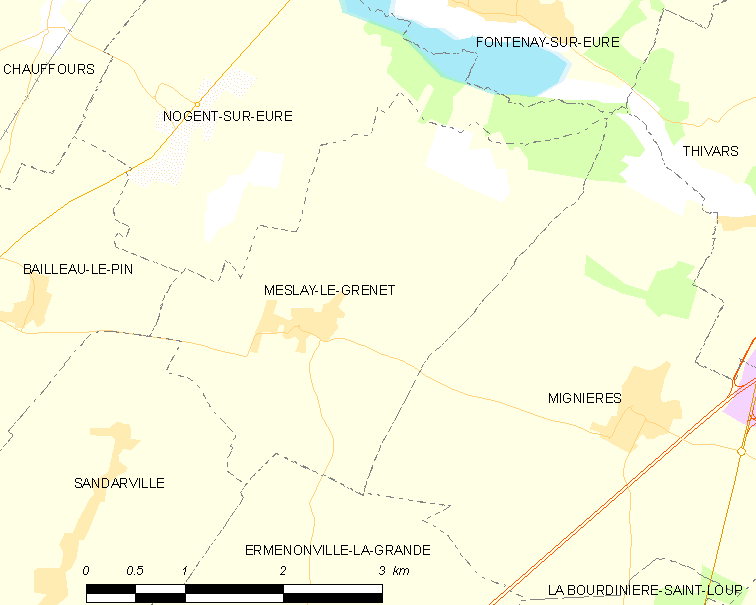
梅莱勒格勒内的OSM定位图

梅莱勒格勒内的时区为UTC+01:00、UTC+02:00（夏令时）。

## 行政
梅莱勒格勒内的邮政编码为28120，INSEE市镇编码为28245。

## 政治
梅莱勒格勒内所属的省级选区为伊利耶孔布赖县。

## 人口

1962-2008年间梅莱勒格勒内人口变化图示

梅莱勒格勒内于2022年1月1日时的人口数量为376人。